# Laozi
Laozi (wym. [ˈlaʊˈdzʌ]; chiń. 老子; dosł. „Stary Mistrz”); nazwisko: Li Er (李耳); nazwisko pośmiertne: Li Dan (李聃) – półlegendarny chiński filozof, twórca taoizmu. Autor Daodejing, jednej z najważniejszych ksiąg taoizmu, zarówno filozoficznego, jak i religijnego. 
Istnienie Laozi nie zostało definitywnie potwierdzone historycznie. Według tradycji żył w VI w. p.n.e., a więc był współczesny Konfucjuszowi.  
Inna legenda mówi, że Laozi po śmierci odjechał na zachód i przebywszy Himalaje, trafił do Indii, gdzie został nauczycielem, lub nawet ojcem Buddy. W ten sposób taoistyczni propagandziści dowodzili, że również buddyzm, który przybył do Chin ok. II w. p.n.e., jest odpryskiem rodzimego taoizmu. 
Wraz z rozwojem tzw. taoizmu religijnego w okresie dynastii Han, Laozi zaczął być deifikowany. Od tego czasu jest przedstawiany jako nieśmiertelny (xian), który dzięki odpowiednim ćwiczeniom osiągnął nadludzkie moce. W taoizmie religijnym bywa także bóstwem Laojun.
Przypisywane mu nazwisko Li sprawiło, że uznała go za swego przodka dynastia Tang, założona przez Lǐ Yuāna (李淵) w 618 roku. Była to złota epoka taoizmu, a Laozi doczekał się sanktuarium w Louguantai, gdzie według legendy miał podyktować (lub napisać) Daodejing przed odejściem na zachód. W późniejszych epokach taoizm stracił na znaczeniu na rzecz buddyzmu, a sanktuarium podupadło.

## Legenda

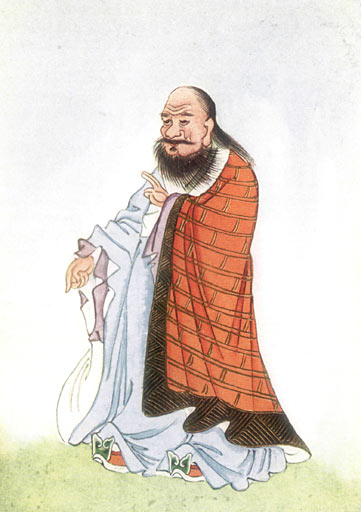
Laozi na ilustracji z książki Myths and Legends of China z 1922 r.

Długo trwały spory, czy był postacią historyczną. Jego tradycyjna biografia znajduje się w „Zapiskach historyka” (Shiji) z II wieku p.n.e. Urodzić się miał 14 dnia siódmego miesiąca trzeciego roku panowania króla Dingwanga z dynastii Zhou, 54. roku 34. cyklu, czyli w 604 roku p.n.e., we wsi Quren, w gminie Lai, w okręgu Ku Xian, w chińskim państwie Chu. Jego nazwisko rodowe brzmiało Li, imię Er, pośmiertny przydomek Dan, dlatego znany był jako Laodan czyli „stary Dan” (Dan znaczy też „długie ucho”, symbol długowieczności), zaś potomni nazywali go po prostu Laozi, co znaczy „Stary Mistrz”, gdyż spośród wielkich mędrców wschodu pojawił się jako pierwszy. 
Pracował na dworze króla z dynastii Zhou, gdzie piastował dość niski urząd archiwisty w państwowej bibliotece. Starał się żyć w odosobnieniu i unikał sławy. Był łagodny, wyrozumiały i skromny, nie pragnął zaszczytów ani bogactw. Mówiło się, że był mędrcem, który ukochał ubóstwo. Jego największy uczeń Zhuangzi, który jednak nigdy nie widział go na oczy, pisał: 
„Wszyscy ludzie biorą to, co pełne, on sam jeden wybrał to, co puste. Nie gromadził i dlatego miał nadmiar i to jakże wspaniały nadmiar! Postępowanie jego było pełne godności, lecz bez wysiłku. Nie uprawiał działania i śmiał się z przemyślnej zapobiegliwości. Wszyscy ludzie szukają szczęścia, on jeden osiągnął całkowitość swej natury przez uleganie przyrodzonemu biegowi rzeczy. Głębię uważał za podstawę, a umiarkowanie za regułę. Mówił: to co twarde będzie rozkruszone, a to, co ostre, stępione. Był zawsze łagodny i wyrozumiały dla wszystkich i nigdy nie był napastliwy w stosunku do innych”.
Gdy pewnego dnia odwiedził go Konfucjusz i zapytał, co należy robić, by uczynić życie innych ludzi lepszym, Laozi miał odpowiedzieć: „Tak jak komary nie pozwalają człowiekowi zasnąć, tak gadanie o powinnościach wobec innych wprawia mnie w irytację. Nie przejmuj się tym! Staraj się jedynie utrzymywać swój świat w takiej prostocie, jaka tylko jest możliwa. Pamiętaj: tak jak wiatr wieje, gdzie i kiedy chce, tak pomyślność pojawi się sama, gdy tylko będzie miała na to ochotę. Bądź naturalny, daj się ponieść wiatrowi”. Konfucjusz wychodząc ze spotkania miał według legendy powiedzieć: „Ptaki latają, ryby pływają, zwierzęta biegają. Ten, kto biega, może wpaść w pułapkę, ten, kto pływa, w sieć, tego, kto fruwa, może dosięgnąć strzała. Ale oto mamy Smoka. Nie wiem, jak galopuje na wietrze ani jak dostaje się do nieba. Wiem tylko, że dziś widziałem Laozi i mogę rzec, że widziałem Smoka” (tekst pochodzi z „Shiji”).
Laozi ponoć był żonaty, miał syna Zonga, który został później wodzem w państwie Wei. Często doświadczał agresji wymierzonej we własną osobę, ale nigdy nie reagował na nią złością. Uważał, że to błąd usiłować zmieniać ludzi. Wierzył, że wszyscy są dobrzy w naturalny sposób i wszystkich należy traktować tak samo. Był przeciwny prawu, zwyczajom i tradycjom. Każdemu, kogo spotkał na swej drodze mówił dokładnie to samo: „Bądźcie sobą, róbcie swoje”. Prawo naturalne stawiał ponad prawem stanowionym. Pragnął dla wszystkich życia prostego i spokojnego, bez zasad i ograniczeń. Bardzo długo służył dynastii Zhou, lecz gdy poczęła się ona chylić ku upadkowi, a na dworze coraz wyraźniej szerzył się zamęt, przygnębiony porzucił urząd i wyjechał w poszukiwaniu miejsca, gdzie mógłby spędzić schyłek swego życia w prostocie i w bliskości natury. 
W średniowieczu powstała legenda jakoby udał się na zachód, na wzgórza Hangu. Tam, na przełęczy Xiangu, będącej krańcem państwa chińskiego, rozpoznał go strażnik Yin Xi, który nie chciał go przepuścić zanim nie spisze on swej nauki, by nie uległa ona zagubieniu. Wtedy to Laozi, zwykle przeciwny słowu pisanemu, w ciągu zaledwie 2 lub 3 tygodni napisał Daodejing, księgę, znaną również jako Laozi wuqian wen (老子五千文) czyli „Księgę 5000 znaków Laozi”, bo z tylu właśnie znaków się składa. Po napisaniu księgi Laozi odjechał na zachód, dosiadłszy wołu (stąd często jest przedstawiany na tym zwierzęciu) i nikt już nigdy więcej o nim nie słyszał. Dożył ponoć sędziwego wieku, umarł około 500 r. p.n.e., (czyli przeżył przeszło 100 lat). 
Dokładny czas i miejsce jego śmierci pozostają nieznane. Jeden z popularnych przekazów głosi, że zawędrował do Indii, gdzie osobiście uczył Siddharthę Gautamę, którego spotkał medytującego pod drzewem bodhi. W wyniku tej nauki Gautama doznał oświecenia i stał się Buddą. Inne źródła podają, że mistrz wcale nie opuścił Chin i jego grób znajduje się na terenie tego kraju, w rodzinnej wiosce, obecnie noszącej nazwę Luyi. Pochowano tam ponoć jego i jego matkę. Miejsce to stanowi dziś wielką atrakcję turystyczną. Kultem otoczona jest również święta góra, z której według legendy został uniesiony po swej śmierci ku niebu. Jego wyznawcy mówili o nim, że był „wcieleniem pierwotnego tchnienia wszechświata”. Wraz z powstaniem taoizmu religijnego zaczęto upatrywać w nim istotę kosmiczną i boską, a także wiązać z osobą mitologicznego Żółtego Cesarza [Huangdi]. Przypisywano mu autorstwo wielu klasycznych ksiąg, mówiono też, że odkrył sekret nieśmiertelności i pozostaje wiecznie żywym.

## Nauczanie
Nauczał:
Dao jest nienazywalne, jeśli się je nazwie już nie jest niezmiennym, prawdziwym Dao.
Bezimienne Dao jest prapoczątkiem nieba i ziemi. Jest nieociosanym blokiem, a gdy po raz pierwszy blok został ociosany pojawiły się nazwy. Dao jest nienazywalną, nieokreśloną zasadą, podstawą świata.
Dao jest zasadą działającą i potencjalną.
"Kiedy rzecz osiąga skrajność, odwraca się od niej".
Każda rzecz, osiągając skrajność w swoim rozwoju, zmienia się we własne jakościowe przeciwieństwo, np. dobro przechodzi w zło, a zło w dobro. Jest to prawo natury, zwane ruchem Dao.
Zalecał poznanie praw natury i kierowanie swoimi działaniami zgodnie z nimi, co Laozi nazywa praktykowaniem oświecenia.
W taki sposób człowiek może żyć bezpiecznie i osiągnąć swoje cele (zachować życie i unikać szkody i niebezpieczeństw w świecie ludzi).
Człowiek, który żyje ostrożnie, musi być łagodny, pokorny i poprzestać na małym, w ten sposób zabezpiecza się przed dojściem do skrajności.
Kiedy człowiek działa zbyt wiele, jego czyny przynoszą jedynie szkodę, a nie pożytek. W związku z tym Laozi nauczał zasady niedziałania (wu wei) mówiącej o ograniczeniu działania w celu uniknięcia skrajności.
Ludzie poszukują szczęścia i upatrują go w spełnianiu swoich pragnień, lecz gdy próbują zaspokoić ich zbyt wiele, uzyskują rezultat przeciwny zamierzeniom – cierpienie. Dlatego też Laozi nauczał, by mieć mało pragnień i że ludzie powinni posiadać niewielką wiedzę, a wtedy spełnią się ich wszystkie pragnienia i zdobędą prawdziwą mądrość.
Nauczał, że państwo idealne to takie, na którego czele stoi mędrzec, ponieważ on jedynie umie rządzić zgodnie z ruchem Dao.

## Najważniejsze źródła
- Ingrid Fischer-Schreiber "Encyklopedia Mądrości Wschodu"
- Dan Lusthaus "Wielcy Myśliciele Wschodu" red. Ian P. McGreal
- Tadeusz Żbikowski "Literatura Na Świecie" 1/1987
- Feng Youlan "Filozofia Chińska"
- Tadeusz Czarnik "Starożytna Filozofia Chińska"
- Wolfram Eberhard "Symbole Chińskie. Słownik"
- 老子 Lǎozĭ 道德經 Dàodéjīng Chinese+English+German